# Tabulky (kolárek)

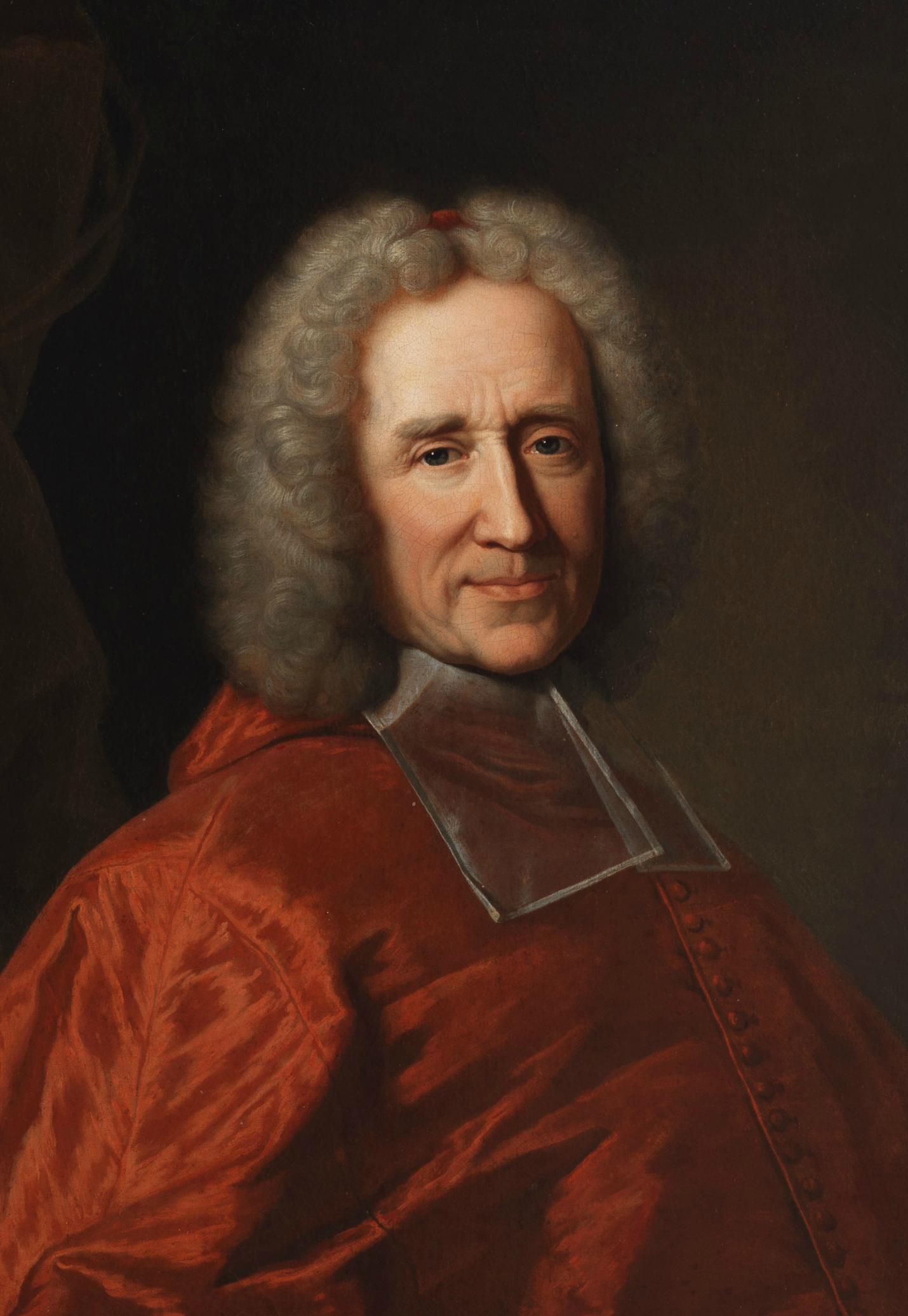
Kardinál Guillaume Dubois v chórovém oděvu (kardinálské mozettě s tabulkami a červeným solideem, portrét od Hyacinthe Rigauda, detail)

Tabulky (latinsky biffa) mohou být součástí oděvu duchovních (v současnosti zejména protestantských), soudců (i advokátů, či státních zástupců v některých zemích) a akademických oděvů.
Název „tabulky“ podle některých výkladů odkazuje na dvě „biblické tabule“ – desky se zápisem desatera Božích přikázání, které obdržel Mojžíš na hoře Sinaj. Tabulky jako součást slavnostního oděvu pak symbolizují úřad daný od Boha, jako tomu bylo u Mojžíše.

## Charakteristika
Mají podobu dvou, obvykle bílých (nebo černých), obdélníkových kusů látky, které jsou uvázané kolem krku. Duchovenské tabulky jsou obvykle označovány jako kazatelské tabulky, ženevské tabulky, laple, nebo jen (kněžské) tabulky. Tabulky, nošené spolu s taláry soudců (atd.), jsou označovány jako soudcovské tabulky, nebo jednoduše tabulky.

## Církevní použití

### Katolická církev
Rabat (z francouzského Col en rabat, neboli Col Rabattu), jak se duchovenské tabulky v katolickém prostředí nazývaly, byly katolickým duchovenstvem používány zejména ve Francii, a to až do 19. století. Postupně však byly nahrazeny na klerikách kolárkem. V současnosti katoličtí kněží tabulky nepoužívají, výjimku tvoří duchovní některých řádů (např. členové Rytířského řádu křižovníků s červenou hvězdou).
Tabulky, pocházející zejména ze 17. století, byly často vyráběny z benátské krajky.

### Protestantské církve
Duchovní většiny protestantských církví (např. Reformované církve, Luteránské církve, či Anglikánské církve) dodnes tabulky na svých klerikách nosí.

## Civilní použití
Soudci, advokáti a státní zástupci (prokurátoři) nosí v některých zemích tabulky, jako součást taláru (např. ve Spojeném království a jeho bývalých koloniích, Belgii, či Nizozemsku).

## Galerie

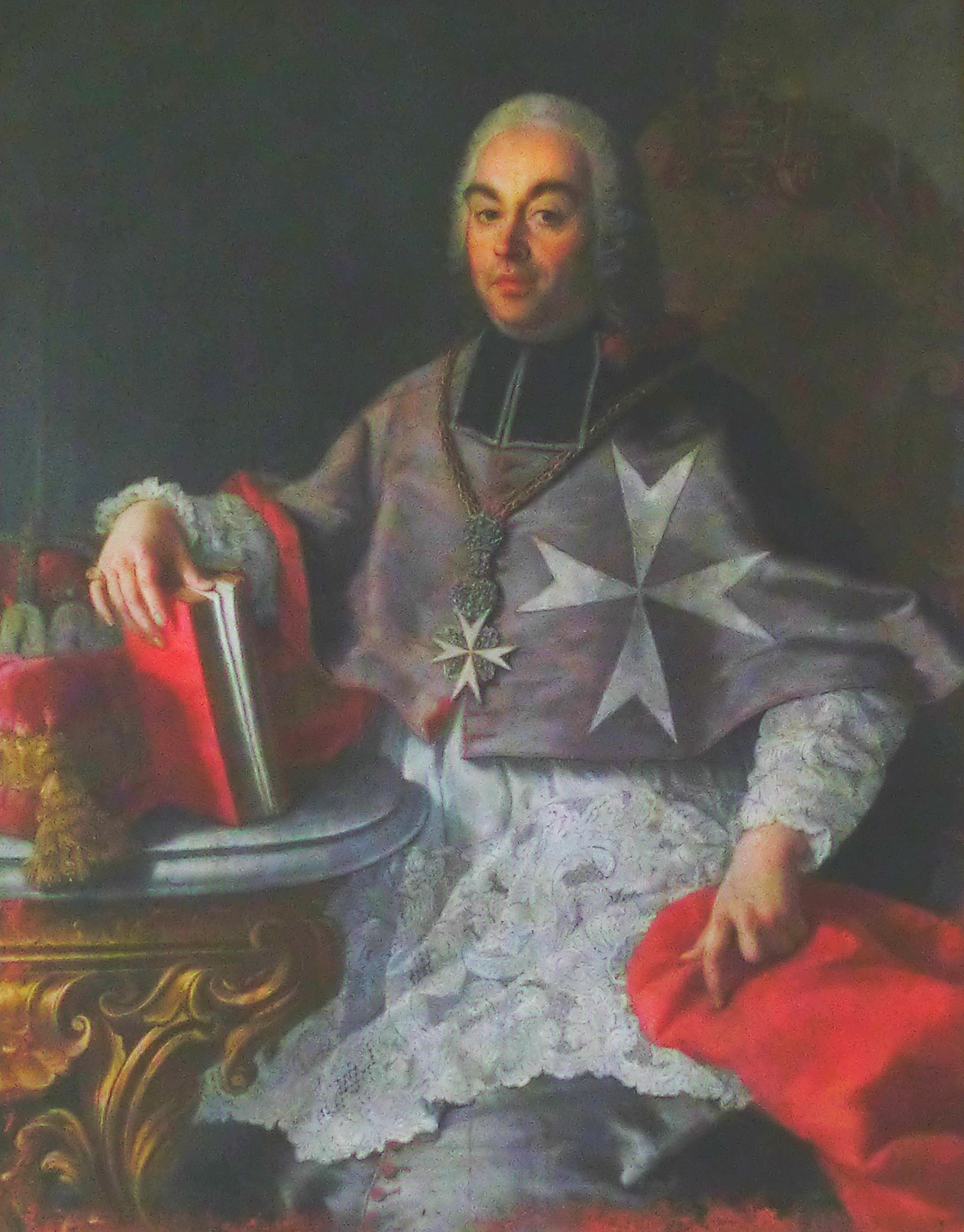
Arcibiskup Mořic ze Sachsen-Zeitz s mozettou Řádu Maltézských rytířů a černými tabulkami
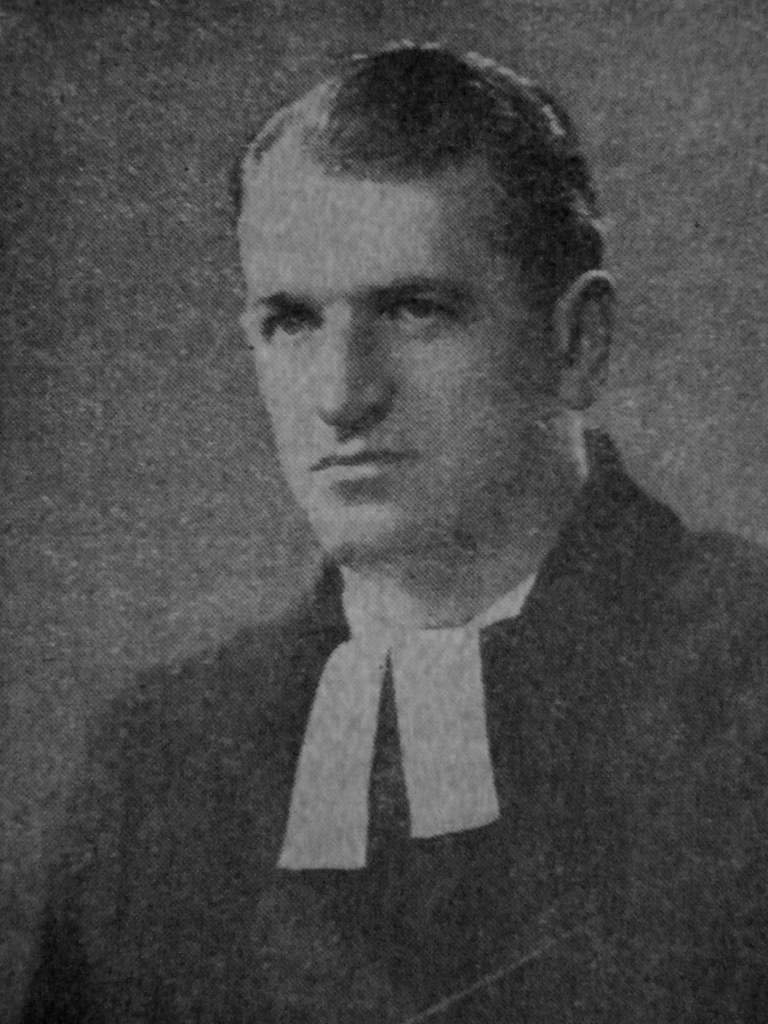
Luterský biskup Jerzy Cymorek v klerice tabulkami
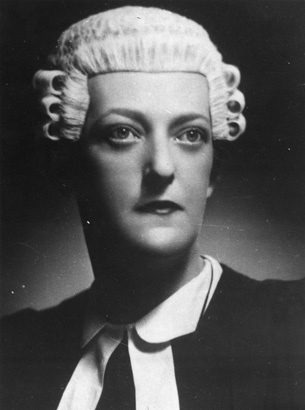
Margaret Battye, australská právnička v paruce a taláru s tabulkami
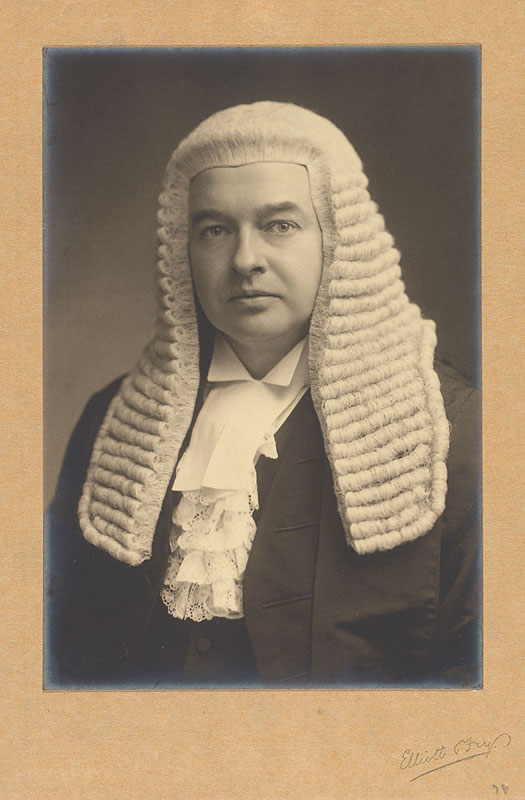
Gordon Hewart, anglický soudce v paruce a taláru s tabulkami, pod kterými má fiží